# 가북초등학교 개금분교
가북초등학교 개금분교는 경상남도 거창군 가북면 개금길 92 (용암리)에 있었던 초등학교 분교이다.

## 연혁
- 1963년 4월 15일 설립인가
- 1966년 11월 2일 용암국민학교 개금분교장 개교
- 1994년 9월 1일 가북국민학교 개금분교장 격하
- 1996년 3월 1일 가북초등학교 개금분교
- 1997년 3월 1일 본교로 병합